# Santos Challenger 1988
Il Santos Challenger 1988 è stato un torneo di tennis facente parte della categoria ATP Challenger Series nell'ambito dell'ATP Challenger Series 1988. Il torneo si è giocato a Santos in Brasile dal 18 al 24 luglio 1988 su campi in terra rossa.

## Vincitori

### Singolare
Danilo Marcelino ha battuto in finale  Marcelo Hennemann con il punteggio di 6–3, 3–6, 6–3

### Doppio
Danilo Marcelino /  Mauro Menezes hanno battuto in finale  Jose Clavet /  Francisco Clavet con il punteggio di 3–6, 6–1, 6–2